# Championnat des îles Féroé de football 1965
Navigation
Meistaradeildin 1964 Meistaradeildin 1966
La saison 1965 du Championnat des îles Féroé de football était la 23e édition de la première division féroïenne à poule unique, la Meistaradeildin. Les quatre meilleurs clubs du pays jouent les uns contre les autres à deux reprises durant la saison, à domicile et à l'extérieur.
C'est le HB Tórshavn qui remporte le titre cette année après avoir terminé en tête du classement, juste devant le B36 Tórshavn.
C'est le 5e titre de champion de l'histoire du club qui ne réalise pas le doublé en ne remportant pas la Coupe des Îles Féroé face au B36 Tórshavn.

## Les clubs participants
| \| B36 HB KÍ TB \| Localisation des clubs engagés dans le championnat 1965. |
| B36 HB KÍ TB                                                                |

- B36 Tórshavn

- HB Tórshavn - Tenant du Titre

- KÍ Klaksvík

- TB Tvøroyri

## Compétition

### Classement[n 1]
| Rang | Équipe           | Pts | J | G | N | P | Bp | Bc | Diff |
| ---- | ---------------- | --- | - | - | - | - | -- | -- | ---- |
| 1    | HB Tórshavn (T)  | 8   | 6 | 4 | 0 | 2 | 17 | 12 | +5   |
| 2    | B36 Tórshavn (C) | 7   | 6 | 3 | 1 | 2 | 10 | 12 | -2   |
| 3    | KÍ Klaksvík      | 6   | 6 | 3 | 0 | 3 | 12 | 8  | +4   |
| 4    | TB Tvøroyri      | 3   | 6 | 1 | 1 | 4 | 11 | 18 | -7   |

|  | Vainqueur du championnat 1965                                |
|  | (T) Tenant du titre (C) Vainqueur de la Coupe des îles Féroé |

### Résultats[n 1]
| Résultats (▼dom., ►ext.) | B36 | HB  | KÍ  | TBT |
| B36 Tórshavn             |     | 3-2 | 1-0 | 3-3 |
| HB Tórshavn              | 4-1 |     | 3-1 | 4-2 |
| KÍ Klaksvík              | 1-2 | 3-0 |     | -   |
| TB Tvøroyri              | 2-0 | 2-4 | 2-4 |     |

## Bilan de la saison
| Championnat des îles Féroé de football 1965 |                        |
| Champion                                    | HB Tórshavn (5e titre) |
| Coupes et trophées                          |                        |
| Vainqueur de la Coupe des îles Féroé 1965   | B36 Tórshavn           |
| Qualifications continentales                |                        |
| Promotions et relégations                   |                        |
| Promus en Meistaradeildin                   | non                    |
| Relégués en Meðaldeildin                    | non                    |